# Andrea Bagioli
Andrea Bagioli (Sondrio, 23 maart 1999) is een Italiaans wielrenner die anno 2024 rijdt bij de wielerploeg Lidl-Trek.

## Carrière
In 2018 won Bagioli de derde etappe en het eindklassement van de Toscana-Terra di Ciclismo, aan het eind van dit jaar liep hij stage bij UAE Team Emirates. Het seizoen van 2019 reed Bagioli voor de Italiaanse wielerploeg Team Colpack, hij won dit jaar zes koersen waaronder de Ronde van de Isard en de Ronde van Lombardije voor beloften.
In 2020 werd Bagioli prof bij Deceuninck–Quick-Step. Na vier seizoenen maakte hij de overstap naar Lidl-Trek.

## Persoonlijk
Andrea Bagioli is de jongere broer van wielrenner Nicola Bagioli.

## Palmares
2018
3e etappe Toscana-Terra di Ciclismo
Eind-, Punten- en Jongerenklassement Toscana-Terra di Ciclismo
2019
Trofeo Città di San Vendemiano
2e en 3e etappe Ronde van de Isard
Eind- en Jongerenklassement Ronde van de Isard
5e etappe Ronde van de Aostavallei
Ronde van Lombardije voor beloften
2020
1e etappe Ronde van de Ain
1e etappe B Internationale Wielerweek (ploegentijdrit)
2e etappe Internationale Wielerweek
2021
La Drôme Classic
Jongerenklassement Ronde van de Ain
2022
7e etappe Ronde van Catalonië
2023
5e etappe Ronde van Wallonië
3e etappe Ronde van Slowakije
Ronde van Piemonte

## Resultaten in voornaamste wedstrijden
| Jaar | Ronde van Italië | Ronde van Frankrijk | Ronde van Spanje |
| ---- | ---------------- | ------------------- | ---------------- |
| 2020 |                  |                     | opgave           |
| 2021 |                  |                     | 90e              |
| 2022 |                  | 98e                 |                  |
| 2023 |                  |                     | opgave           |
| 2024 | 65e              |                     |                  |
| 2025 |                  |                     |                  |

| Jaar | Milaan-San Remo | Amstel Gold Race | Luik-Bast.‑Luik | Ronde van Lombardije | Waalse Pijl | Brabantse Pijl | Clásica San Sebastián |  | WK op de weg |
| ---- | --------------- | ---------------- | --------------- | -------------------- | ----------- | -------------- | --------------------- |  | ------------ |
| 2020 |                 |                  | opgave          | opgave               | 19e         | 7e             |                       |  | 57e          |
| 2021 |                 |                  |                 | 70e                  |             |                |                       |  | opgave       |
| 2022 | 60e             | opgave           |                 | opgave               |             |                |                       |  | 46e          |
| 2023 |                 | 6e               | opgave          | ↑                    | 38e         | 8e             | 9e                    |  | 39e          |
| 2024 |                 | 75e              | opgave          |                      | opgave      |                |                       |  | opgave       |
| 2025 | 119e            | 36e              | 6e              |                      | 101e        |                |                       |  |              |

## Ploegen
- 2018 –  UAE Team Emirates (stagiair)
- 2019 –  Team Colpack
- 2020 –  Deceuninck–Quick-Step
- 2021 –  Deceuninck–Quick-Step
- 2022 –  Quick Step-Alpha Vinyl
- 2023 –  Soudal-Quick Step
- 2024 –  Lidl-Trek
- 2025 –  Lidl-Trek

Alaphilippe  · Almeida · Archbold · Asgreen · Bagioli · Ballerini · Bennett · Cattaneo · Cavagna · Declercq · Devenyns · Evenepoel   · Garrison · Hodeg · Honoré · Jakobsen · Jungels · Keisse · Knox · Lampaert · Masnada · Mørkøv · Sénéchal · Serry · Steels · Steimle · Štybar · Van Lerberghe · Quinn (stagiair) · Vansevenant (stagiair)
Alaphilippe  · Almeida · Archbold · Asgreen · Bagioli · Ballerini · Bennett · Cattaneo · Cavagna · Cavendish · Černý · Declercq · Devenyns · Evenepoel · Garrison · Hodeg · Honoré · Jakobsen · Keisse · Knox · Lampaert · Masnada · Mørkøv · Sénéchal · Serry · Steels · Steimle · Štybar · Van Lerberghe · Vansevenant · Osborne (stagiair) · Van Tricht (stagiair)
Alaphilippe  · Asgreen · Bagioli · Ballerini · Cattaneo · Cavagna · Cavendish · Černý · Declercq · Devenyns · Evenepoel  · Honoré · Jakobsen  · Keisse · Knox · Lampaert · Masnada · Mørkøv · Schmid · Sénéchal · Serry · Steels · Steimle · Štybar · Svrček (vanaf 1/7) · Van Lerberghe · Van Tricht · Van Wilder · Vansevenant · Vernon · Vervaeke · Raccani (stagiair)
Alaphilippe · Asgreen · Bagioli · Ballerini · Cattaneo · Cavagna · Černý · Declercq · Devenyns · Evenepoel    · Hirt · Jakobsen  · Knox · Lampaert · Masnada · Merlier · Mørkøv · Pedersen · Schmid · Sénéchal · Serry · Steimle · Svrček · Van Lerberghe · Van Tricht · Van Wilder · Vansevenant · Vernon · Vervaeke
Bagioli · Bernard · Cataldo · Ciccone · Consonni · Declercq · Felline · Geoghegan Hart · Ghebreigzabhier · Gibbons · Hoole · Kirsch · Konrad · López · Milan · Mollema · Mosca · Nys · Oomen · Pedersen · Simmons · Skjelmose · Skujiņš · Stuyven · Tesfatsion · Theuns · Vacek · Vergaerde · Verona · Ronhaar (stagiair)